# Conobea scoparioides
Conobea scoparioides är en grobladsväxtart som först beskrevs av Adelbert von Chamisso och Schltdl., och fick sitt nu gällande namn av George Bentham. Conobea scoparioides ingår i släktet Conobea och familjen grobladsväxter. Inga underarter finns listade i Catalogue of Life.